# Orphan
Orphan is een Amerikaanse thriller-horrorfilm uit 2009 onder regie van Jaume Collet-Serra.

## Verhaal
Katherine 'Kate' (Vera Farmiga) en John Coleman (Peter Sarsgaard) vormen een gezinnetje samen met zoontje Daniel (Jimmy Bennett) en hun bijna geheel dove dochtertje Max (Aryana Engineer). Een geplande gezinsuitbreiding krijgt een climax wanneer dochtertje Jessica dood geboren wordt. Vooral Kate heeft het er zwaar mee, niet in de laatste plaats vanwege haar verslaving aan alcohol, waar ze sinds een jaar van af weet te blijven.
Het echtpaar besluit een kind te adopteren. In een weeshuis ontmoet John de rustige Esther (Isabelle Fuhrman), die zich afzijdig houdt van de druk spelende kinderen en zich vermaakt met schilderen. Haar talent hiervoor is verbluffend voor een negenjarig meisje. John en even later ook Kate is bovendien onder de indruk van haar beleefdheid en keurige manieren. Zuster Abigail (CCH Pounder) vertelt dat Esther uit een Russisch weeshuis werd gehaald, maar vervolgens haar pleegouders verloor in een huisbrand en zo bij haar terechtkwam. Ze is en kleedt zich excentriek en bemoeit zich weinig met de andere kinderen, maar wanneer er contact is, is ze sociaal. Kate en John zijn verkocht.
Daniel ziet zijn nieuwe zusje totaal niet zitten, maar Max trekt vanaf dag één met Esther op. Deze bedient zich in een mum van tijd bijna net zo goed van gebarentaal als haar ouders. Max is de eerste die merkt dat Esther zich soms wat vreemd gedraagt als niemand op haar let. Tevens verrast ze Kate. Deze heeft haar een paar moeizame pianolessen gegeven, maar Esther blijkt als ze denkt alleen te zijn perfect Tsjaikovski te kunnen spelen. Haar uitleg dat ze Kate wilde plezieren omdat die het fijn leek te vinden haar iets te leren, wordt met enige aarzeling geaccepteerd. Het is niettemin de zoveelste eigenaardigheid van Esther, die eerder ook verbazingwekkend onaangedaan reageerde toen ze Kate en John betrapte tijdens een vrijpartij en precies wist wat die aan het doen waren. Maar Esther begint ook anderen kwaad te doen. Zo duwt ze haar pestende klasgenoot van een klimrek af, zodat deze haar enkel breekt.
Dan komt zuster Abigail op bezoek bij de familie. Er blijkt iets niet helemaal te kloppen met Esthers persoonsgegevens. Esther ruikt onraad en vraagt Max om hulp om de 'slechte dame' te verdrijven. Max doet dit en geeft Esther de sleutel van een kluis. Hierin ligt een revolver. Esther weet nu waar het wapen ligt. Zuster Abigail belooft alles over Esther uit te zoeken en dan meer te laten weten. Wanneer ze met de auto terug wil rijden, duwt Esther Max ervoor. Zuster Abigail ontwijkt het meisje en komt tot stilstand tegen een boom. Uit de auto gekrabbeld, wordt ze door Esther met een hamer belaagd en doodgeslagen. Esther laat Max beloven niets tegen haar ouders te zeggen met als drukmiddel dat zij als medeplichtige ook gestraft zou worden.
Esther en Max verstoppen spullen die hen zouden kunnen verraden in de boomhut van Daniel. Daniel ziet dit en wil het aan zijn ouders vertellen. Esther heeft hem echter gezien en dreigt zijn keel door te snijden met een stanleymes als Daniel iets verraadt. Hierdoor durven zowel Max, als Daniel niets meer tegen hun ouders te zeggen.
Esther voelt zich seksueel aangetrokken tot John en ziet Kate hierin als een rivaal. Daarom besluit Esther haar te verdrijven. Esther knipt expres de grafbloemen van het graf van Kates doodgeboren kind af en geeft het boeket aan Kate. Kate is diep geschokt en trekt Esther ruw aan haar arm. 's Nachts stopt Esther haar arm in een bankschroef en draait deze zo strak aan dat haar arm breekt. Hier geeft ze vervolgens Kate de schuld van. John wordt erg boos op Kate. Om haar verdriet te verdrinken koopt Kate twee flessen wijn. Kate bedenkt zich en gooit een van de flessen leeg. De andere laat ze ongeopend. De volgende dag brengt Kate de kinderen naar school. Als Daniel en Kate al uitgestapt zijn haalt Esther de rem van de auto af, alvorens deze te verlaten. Max zit in de auto, die in volle vaart achteruit begint te rijden, en kan niet schreeuwen. De auto verongelukt niet en Max wordt op het nippertje gered. Kate krijgt hiervan de schuld.
Esther maakt het nog erger door John de wijnflessen te laten zien. Kate begint onderzoek te doen naar Esthers afkomst. Op haar bijbel staat 'Saarne Instituut'. Het instituut blijkt echter geen weeshuis te zijn, maar een psychiatrische inrichting. Kate twijfelt en stuurt een foto van Esther naar de inrichting. Daniel besluit de verborgen spullen uit de boomhut te halen, om zo te kunnen bewijzen dat Esther gevaarlijk is. Esther betrapt hem in de boomhut en vertelt hem dat zijn zusje ook opgepakt zal worden als hij iets verraadt. Ze steekt de bewijzen in brand en sluit Daniel vervolgens op in de brandende boomhut. Daniel weet door een raam te ontsnappen en moet naar beneden springen. Door de val raakt hij bewusteloos. Esther wil Daniel doodslaan met een grote steen maar wordt tijdig opzij geduwd door Max.
Daniel komt in het ziekenhuis. Zijn toestand is stabiel en hij zal misschien de brandstichter kunnen aanwijzen. Esther gaat naar zijn kamer en probeert hem te verstikken met een kussen. Dit lukt, maar uiteindelijk lukt het de doktoren Daniel te reanimeren. Daniel is bewusteloos, maar zal niet sterven. Kate beschuldigt Esther van deze moordpoging, maar ze wordt ingespoten met een kalmerend middel en in het ziekenhuis gehouden omdat niemand haar gelooft.
Als Max in bed ligt heeft Esther John voor haar alleen. Esther benadert hem seksueel en de geschokte John wijst haar af. Esther is hier natuurlijk woedend om. Wanneer Kate 'overspannen' en platgespoten in het ziekenhuis ligt, krijgt ze daar een telefoontje. Ze heeft eerder in Esthers bijbel de naam Saarne Institute gevonden, de verblijfplaats van het meisje voor ze naar Amerika werd gehaald. Aan de hand daarvan is ze telefonisch op zoek gegaan. Deze naam leidde alleen niet naar een weeshuis in Rusland, maar naar een psychiatrische kliniek in Estland. Dr. Värava (Karel Roden) belt Kate nu terug naar aanleiding van de foto die ze hem stuurde. Hij waarschuwt Kate om haar familie zo snel mogelijk buiten bereik van 'Esther' te manoeuvreren. Dit is namelijk geen negenjarig meisje, maar de 33-jarige zwaar gestoorde Leena Klammer. Deze heeft hypopituïtarisme. Dit is een ernstige groeistoornis. Zodoende kan ze zich in combinatie met een nepgebit en weggetapete borsten voordoen als een kind. Klammer verdween een jaar geleden spoorloos uit de kliniek en heeft minstens zeven moorden op haar geweten. De bandjes die 'Esther' om haar nek en polsen draagt, dienen om de littekens te verhullen die ze opliep toen ze probeerde te ontsnappen uit haar dwangbuis.
Kate gaat meteen naar haar huis om het ergste te voorkomen. In het huis ontdoet Leena Klammer zich van haar vermomming, klaar om wraak te nemen. Ze trekt een aantal stoppen uit de stoppenkast. De elektriciteit valt uit waardoor Kate niet meer kan bellen. Vervolgens vermoordt Leena John, die dronken is. Daarna gaat Leena op zoek naar Max, die zich in een klerenkast verstopt heeft. Leena achtervolgt Max naar de plantenkas, waar ze op haar begint te schieten met de revolver. Kate ziet alles en klimt op het dak van de kas. Als Leena haar ziet schiet ze op het dak. Het glas zakt door en Kate valt op Leena die hierdoor bewusteloos raakt. Kate en Max wanen Leena dood en vluchten het huis uit, het bos in.
Als de politie naar hun huis komt is Leena verdwenen. Leena is Kate en Max gevolgd en valt hen op datzelfde moment aan. Leena en Kate beginnen te vechten en belanden op het bevroren meer. Max probeert Leena neer te schieten met de revolver die ze heeft laten vallen. Ze raakt geen van beiden, maar het ijs barst wel. Leena en Kate zakken door het ijs. Kate geeft Leena tijdens de worsteling onder water een zodanige trap dat Leena versuft loslaat. Als Kate er bijna uitgekropen is weet Leena haar nog beet te pakken. Ze probeert Kate op haar moedergevoel te werken door te zeggen: 'Mam, vermoord me niet'. Kate trapt er niet erin en geeft Lena een laatste trap. Hiermee breekt Kate Leena's nek en zakt ze terug het water in. Kate en Max gaan bij het ijs vandaan: de nachtmerrie is voorbij.

## Rolverdeling
- Vera Farmiga als Katherine "Kate" Coleman
- Peter Sarsgaard als John Coleman
- Isabelle Fuhrman als Esther/Leena Klammer
- CCH Pounder als Sister Abigail
- Jimmy Bennett als Daniel Coleman
- Aryana Engineer als Maxine "Max" Coleman
- Margo Martindale als Dr. Browning
- Karel Roden als Dr. Värava
- Rosemary Dunsmore als Grandma Barbara
- Genelle Williams als Sister Judith